# Vålön

Vålön är en ö i Vänern i Varnums socken i Kristinehamns kommun. Vålön med en yta av 3,28 kvadratkilometer är sammanväxt med öarna Kalvön (med en yta av 12 hektar) och Sibberön (med en yta av 73 hektar) och tillsammans har öarna en yta av 4,13 kvadratkilometer.
Vålön har varit befolkad i flera hundra år. Prästen Petrus Gyllenius skrev 1629 i sin dagbok: "Sedan rodde vi till Wålöön, en by på en öö. Ther var gott öll". Ett kolerasjukhus skall ha funnits på ön i början av 1800-talet; de avlidna begravdes på grannön Tivoliholmen. En bro fanns för övrigt mellan Tivoliholmen och Vålön fram till 1940-talet. Fram till mitten av 1900-talet idkades jordbruk på Vålön, och yrkesfiske bedrevs ända fram till början av 2000-talet. Redan i slutet av 1800-talet sökte sig sommargäster från Kristinehamn till Vålön, och 1924 öppnade IOGT-NTO en sommarservering på Vålön. Serveringen drevs fram till 1980-talet och 2004 såldes byggnaden till en privatperson. Idag finns omkring 70 sommarhus på Vålön. 